# ウェルギニアの物語 (ボッティチェッリ)
『ウェルギニアの物語』（ウェルギニアのものがたり、伊: Le Storie di Virginia, 英: The Story of Virginia）は、イタリアのルネサンス期の巨匠サンドロ・ボッティチェッリが1500年から1504年に制作した絵画である。テンペラ画。主題は共和政ローマ時代の伝説的な女性ウェルギニアから取られている。カッソーネあるいはスパッリエーラを飾る板絵として描かれた。『ルクレティアの物語』（Le Storie di Lucrezia）の対作品で、両作品ともにボッティチェッリが美徳を表現するために制作した最後の作品の1つであり、両作品を合わせて『ルクレティアとウェルギニアの物語』と称されることもある。現在はベルガモのアッカデミア・カッラーラに所蔵されている。

## 主題
その直後、ローマでもまさしく言語道断の事件が起った。これは男の欲望が原因であり、あのタルクィニウス一族がルクレティアを陵辱し、死に至らしめたことによってローマと王権から追放されたことが引き合いに出されるほどおぞましい出来事であった。
—リウィウス、『ローマ建国史』3.44（岩谷智訳）
ウェルギニアの物語はリウィウスの『ローマ建国史』で言及されている。それによると紀元前451年に設置された十人委員会は国政を司る権限が与えられたが、その1人であったアッピウス・クラウディウス・クラッスス・インレギッレンシス・サビヌスは平民に対して圧政的な政治を行った。さらにアッピウス・クラウディウスは婚約者がいた平民のルキウス・ウェルギニウスの娘ウェルギニアに恋し、マルクス・クラウディウスにウェルギニアは自分の奴隷だと主張させ、我がものにようとした。そこで父ウェルギニウスは娘の貞操を守るためウェルギニアを刺し殺した。平民が離反する騒動の後に十人委員会が解体されると、アッピウス・クラウディウスはウェルギニウスから訴えられ、裁判の前に自ら命を絶ったという。

## 作品

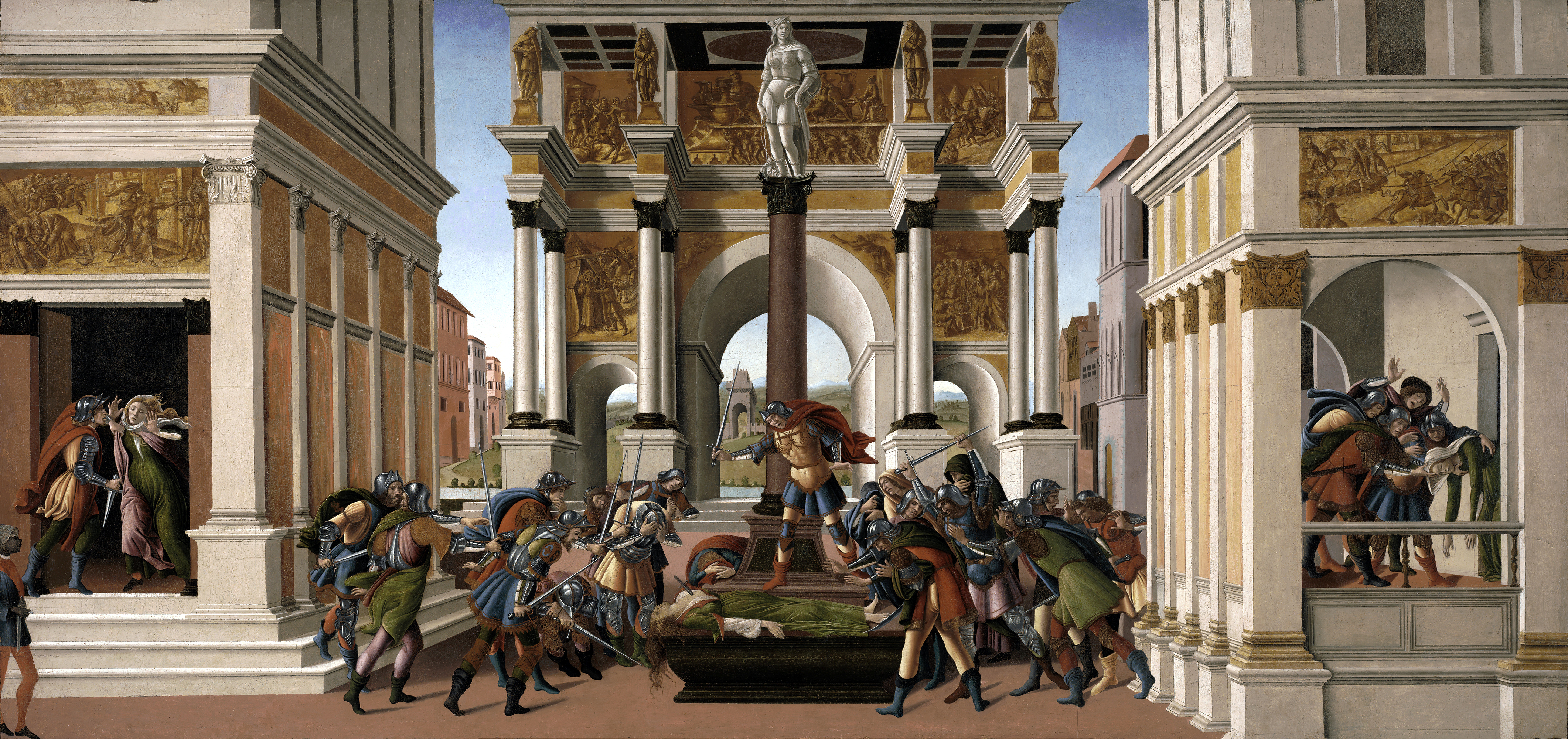
対作品『ルクレティアの物語』。アッカデミア・カッラーラ所蔵。

本作品は名誉の侵害と夫婦間の貞節を基本的なテーマとしている。ボッティチェッリは『ウェルギニアの物語』と『ルクレティアの物語』のそれぞれの作品で、ウェルギニアとルクレティアの物語の3つの場面を、画面の左側、中央、右側の3つに分割して異時同図法的に描き、それらの場面を古代の建築要素で強調することで、両作品を内容的に関連づけている。単一の図像内に複数の場面を組み合わせることは、ルネサンス初期の芸術では一般的であった。また両作品はテーマにおいても関連性が認められ、どちらの物語も暴虐な支配者に対するローマ市民や兵士の反乱について言及している。
『ルクレティアの物語』では画面の左側、右側、中央へと物語が展開するのに対し、本作品では画面左側から、中央、右側へと順番に展開している。画面左ではヴェルギニアは他の女性たちとともにマルクス・クラウディウスに誘拐されている。画面中央ではアッピウス・クラウディウスが裁判官を務める法廷に連行され、奴隷と宣言されている。アッピウス・クラウディウスは画面奥にある丸天井の下の後陣の玉座に座っており、その下では赤いマントをまとったウェルギニアの父ヴェルギニウスが嘆願している。しかし彼の訴えは退けられ、悲嘆に暮れながら立ち去っている。画面右では家族の名誉を守るためにヴェルギニウスは娘を殺し、馬に乗って逃亡する様子が描かれている。物語は古典的な建築物の中で展開されるが、人物たちは鮮やかな色で描かれ、心をかき乱されている。本作品と『ルクレティアの物語』の全体的な構図や建築要素の使用は、ボッティチェッリの生徒であったフィリッピーノ・リッピが制作した2作品『ウェルギニアの物語』（Le Storie di Virginia）および『ルクレティアの物語』（Le Storie di Lucrezia）と明らかに類似している。フィリッピーノ・リッピはこれらの作品をボッティチェッリよりも早い1478年から1480年頃に制作している。部分的にボッティチェッリの工房によるとされることがある。

## 来歴
初期の来歴は不明である。1870年頃、美術史家ジョヴァンニ・モレッリによってローマの公益の質屋モンテ・ディ・ピエタから発見された。1891年、モレッリは本作品を含む自身のコレクションをアッカデミア・カッラーラに遺贈した。2000年に修復を受け、画面を覆っていた変色した厚いニスの層が取り除かれた。これにより、絵画が過去の洗浄によって損傷を受けていることが明らかになった。2019年にはイザベラ・スチュワート・ガードナー美術館で開催された展覧会「Botticelli: Heroines + Heroes」に展示され、『ルクレティアの物語』と再会した。

## ギャラリー
関連作品

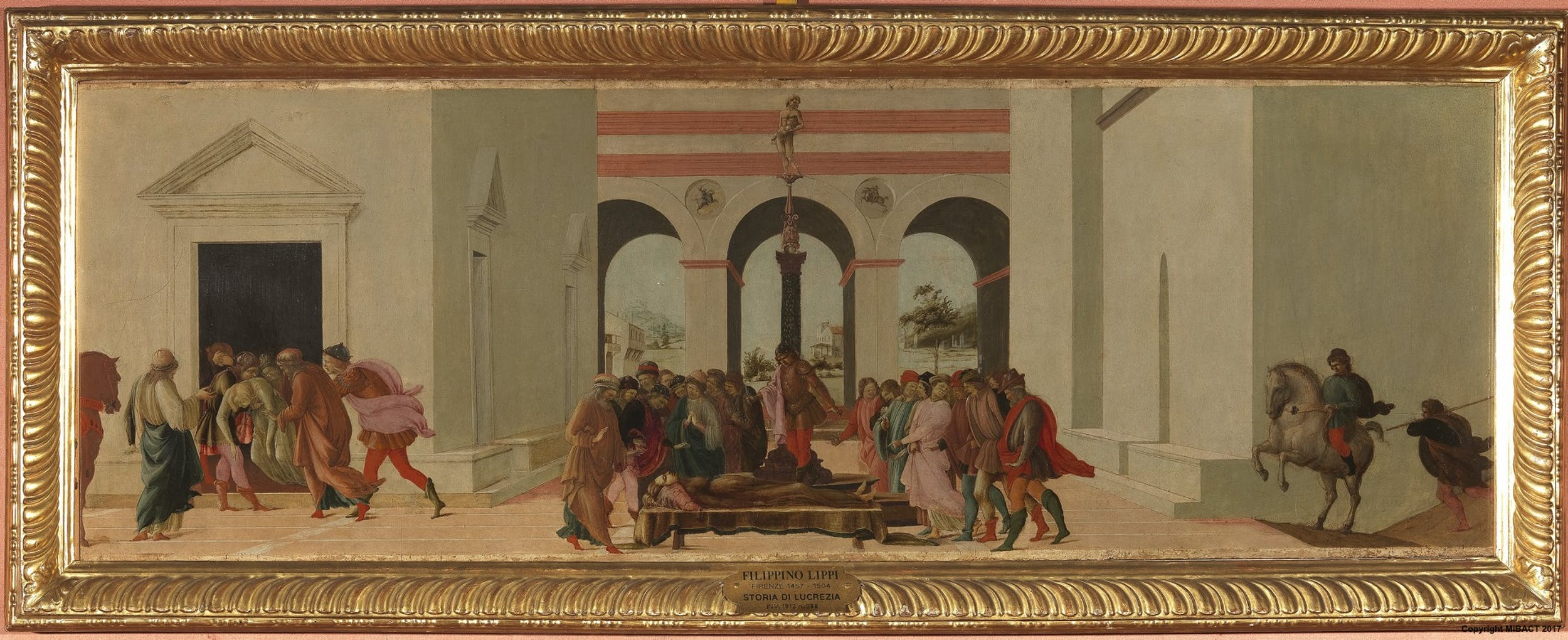
フィリッピーノ・リッピ『ルクレティアの物語』1478年-1480年頃 ウフィツィ美術館所蔵
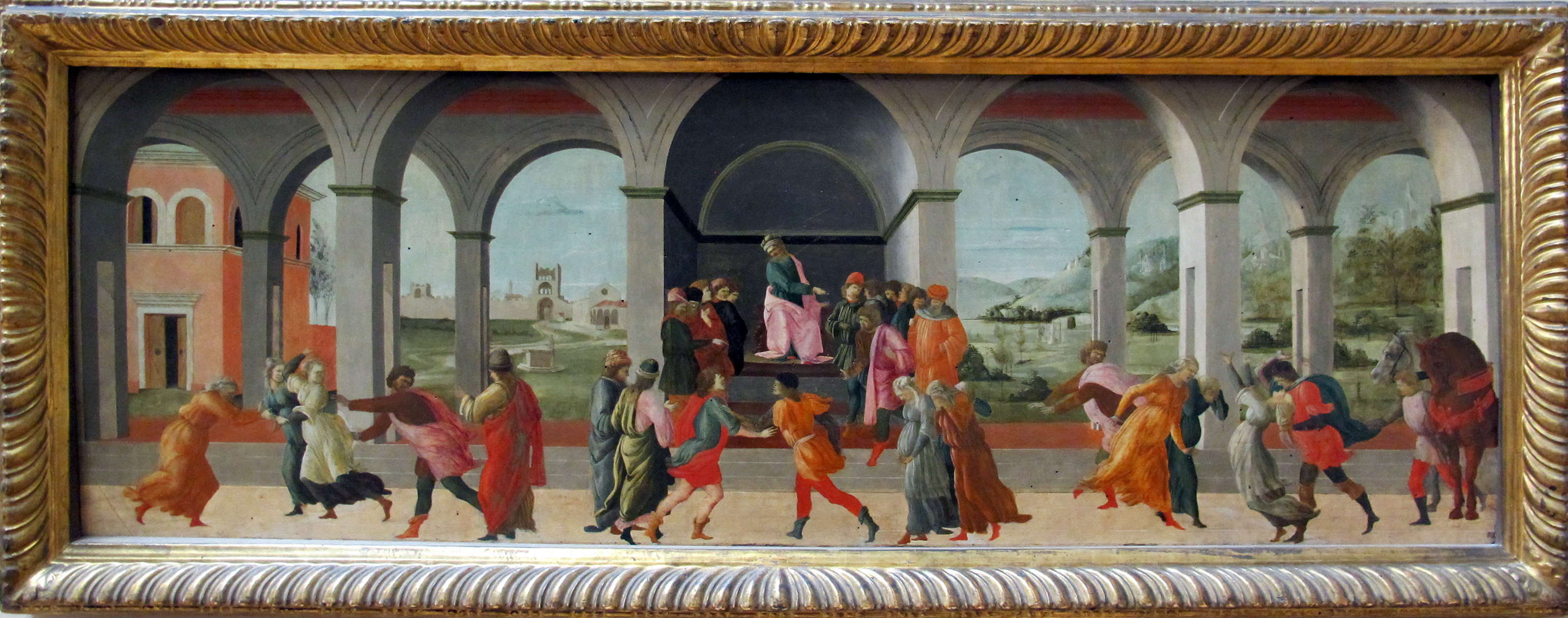
フィリッピーノ・リッピ『ウェルギニアの物語』1478年-1480年頃 ルーヴル美術館所蔵